# Open Space (programma televisivo 2006)
Open Space è un reality show andato in onda su GAY.tv e sul canale 810 di SKY dal 24 settembre 2006 al dicembre dello stesso anno. Le puntate, andate in onda di venerdì dalle 21:00 alle 24:00, sono state condotte da Alessandro Cecchi Paone.

## Format
Il programma vedeva 12 ragazzi fra gay, lesbiche, eterosessuali, bisessuali e gay-friendly incontrarsi in un loft e vivere assieme per confrontarsi, scambiarsi esperienze e approfondire temi di attualità.
(Alessandro Cecchi Paone 5 luglio 2006)
Il programma prevedeva la possibilità del pubblico d'intervenire con sms, mms, email, webcam e chat, la totale assenza di televoto e di nominations e l'ammissione di amici e parenti all'interno del loft.

## Scopo
Il programma aveva come obiettivo dichiarato quello di eliminare i pregiudizi, lottando contro il bigottismo e l'oscurantismo della Chiesa che critica duramente chi non è eterosessuale.
(Alessandro Cecchi Paone 22 settembre 2006)